# Claudia Bandion-Ortner
Claudia Bandion-Ortner   (Graz, 30 de novembre de 1966) és una jutgessa i política austríaca, que va ser ministra de justícia.

## Biografia
Bandion-Ortner va néixer a Graz el 30 de novembre de 1966. Es va graduar a la Universitat Karl-Franzens de Graz el 1989 amb un màster en dret.

## Carrera
Bandion-Ortner va començar la seva carrera com a jutgessa al tribunal regional per a assumptes penals de Viena. Després es va convertir en jutgessa en cap. Va ser nomenada ministra de justícia del gabinet de coalició liderat per Werner Faymann el 15 de gener de 2009, en substitució de Johannes Hahn. Tot i que era una figura independent, el Partit Popular, soci del Partit Socialdemòcrata a la coalició, la va proposar per al càrrec. El seu mandat va durar fins al 20 d'abril de 2011 quan va renunciar al càrrec i Beatrix Karl la va succeir al càrrec.
Després d'abandonar el càrrec, Bandion-Ortner va ser la consellera principal de l'acadèmia internacional contra la corrupció a Laxenburg, als afores de Viena, d'agost de 2011 a agost de 2012. El novembre de 2012, Bandion-Ortner va ser nomenada secretària general adjunta del centre internacional del Rei Abdullah bin Abdulaziz per al diàleg interreligiós i intercultural (KAICIID), amb seu a Viena.

## Vida personal
Bandion-Ortner està casada i té un fill.